# Pośród hien
Pośród hien – album muzyczny dwóch poznańskich raperów: Słonia i Palucha.

## Zapowiedzi
Po 13 latach od wspólnej trasy koncertowej Słoń i Paluch wydali wspólną płytę. 16 marca 2023, dzień przed premierą, opublikowali singiel Jedna nić.

## Lista utworów
Płyta zawiera 15 utworów:
1. INTRO
2. Pośród Hien
3. Samogon
4. Oczy na mnie ft. Shellerini
5. Zima
6. Mój Teren
7. OD DO
8. Bez Filtra
9. Jedna Nić
10. Rosenthal
11. Kakato Geri
12. Znikający punkt
13. Rytuał
14. Ściana Tarcz
15. Milimetry

## Odbiór
Marcin Flint z portalu CGM ocenił płytę 3,5 / 5, jednocześnie stwierdzając: „Niespodzianek i rewolucji szukajmy u mniej sytych, nieustabilizowanych raperów. Tutaj zawodowcy przyszli wziąć, co ich". Miłosz Beśka z portalu Rapowo.pl ocenił: „Kapitalny klimat przypominający upiorne wyliczanki dzieciaków z horroru. Chciałbym tego więcej".  Stwierdził, że jest to płyta, której słucha się w całości albo wcale, a raperzy niczym nie zaskakują – słyną z dobrze zarapowanych kawałków i to też robią na płycie.

## Pozycja albumu na liście przebojów

### Listy tygodniowe
| Notowanie               | Okres                    | Miejsce | Źródło |
| ----------------------- | ------------------------ | ------- | ------ |
| OLiS                    | 17 marca – 23 marca 2023 | 1       | [ 5 ]  |
| OLiS – albumy fizycznie | 17 marca – 23 marca 2023 | 1       | [ 6 ]  |